# Anna Grisebach
Anna Grisebach (Gottinga, 20 marzo 1974) è un'attrice e doppiatrice tedesca,sorella della regista  Valeska Grisebach.

## Filmografia

### Televisione
- Edgar, Hüter der Moral - serie TV (5 episodi) (1990)
- Schattenkinder - film TV - regia di Claudia Prietzel e Peter Henning (2007)
- Weiter als der Ozean - film TV - regia di Rosalie Thomass (2014)
- Heiter bis tödlich: Koslowski & Haferkamp - serie TV (16 episodi) (2014)
- Tonio & Julia - serie TV (2020)
- Fritzie - Der Himmel muss warten - serie TV (11 episodi) (2020-2021)
- Il commissario Dupin - serie TV (2022)
- In aller Freundschaft - serie TV (2022)
- Der Überfall - serie TV (2022)
- Die Kanzlei - serie TV (2024)

## Doppiaggio
- Isabelle Carré in Emotivi Anonimi, Cherchez Hortense, Marie Heurtin - Dal buio alla luce
- Michelle Williams in I segreti di Brokeback Mountain, Take This Waltz, The Greatest Showman
- Freida Pinto in The Millionaire, Miral, Immortals, Knight of Cups
- Gemma Chan in Diario di una squillo perbene, Delitti in Paradiso
- Yaeko Mitamura in Kiss Me Licia
- Katie Cassidy in Cambia la tua vita con un click
- Rachel Nichols in Star Trek
- Katherine Parkinson in Sherlock
- Nocciolina in Lo straordinario mondo di Gumball
- Chatana in Elena di Avalor
- Sally Hawkins in Wonka